# محمد بن علي (معماري)
محمد بن علي واسمه الكامل أبو عبد الله محمد بن علي بن محمد بن عبد الله بن الحاج الإشبيلي (من مواليد إشبيلية، توفي في شعبان 714 هـ/ 1314 م بفاس)، مهندس معماري مسلم من إشبيلية عاش في عهد الدولة المرينية. اشتهر ببناء ترسانة مدينة سلا، وهو الذي أشرف على بناء باب المريسى.